# Metacnemis angusta
Metacnemis angusta је инсект из реда Odonata и фамилије Platycnemididae. 

## Угроженост
Ова врста се сматра рањивом у погледу угрожености врсте од изумирања.

## Распрострањење
Јужноафричка Република је једино познато природно станиште врсте.

## Популациони тренд
Популација ове врсте је стабилна, судећи по доступним подацима.

## Станиште
Станишта врсте су речни екосистеми и слатководна подручја.